# .cn
.cn là tên miền Internet cấp quốc gia (ccTLD) của Cộng hòa Nhân dân Trung Hoa được ra mắt vào ngày 28 tháng 11 năm 1990 và do Trung tâm Internet Trung Quốc (CNNIC) quản lý. Tên miền .cn là tên miền ccTLD lớn nhất trên thế giới.
Mã định danh quốc tế cho tên miền Internet này là ".中国" ("Trung Hoa" trong tiếng Trung giản thể) và ".中國" ("Trung Hoa" trong tiếng Trung phồn thể). Mặc dù có sẵn các tên miền cấp 2 cho Hồng Kông, Ma Cao và Đài Loan, nhưng phần lớn các công ty hoặc cá nhân sẽ dùng các tên miền như .hk, .mo và .tw.

## Tên miền cấp 2
Các tên miền có thể đăng ký ở cấp 2, hoặc cấp 3 dưới các hậu tố chung của chính phủ hay hậu tố khu vực địa lý.

### Hậu tố chung
Theo "Hệ thống Tên miền Internet Trung Quốc" được xuất bản bởi Bộ Công nghiệp và Công nghệ thông tin Trung Quốc, có 9 hậu tố tên miền chung, và hai trong số đó đã được chuẩn hóa quốc tế:

#### Đăng ký tự do
- ac.cn : Các cơ sở nghiên cứu khoa học
- com.cn : Tên miền chung dành cho các doanh nghiệp
- net.cn : Các nhà cung cấp dịch vụ
- org.cn : Các tổ chức phi lợi nhuận

#### Hạn chế đăng ký:
- edu.cn : Các cơ sở giáo dục tại Trung Quốc
- gov.cn : Tổ chức trực thuộc Chính phủ
- mil.cn : Tổ chức trực thuộc Quân đội

### Hậu tố dựa theo khu vực địa lý
Theo "Hệ thống Tên miền Internet Trung Quốc" được xuất bản bởi Bộ Công nghiệp và Công nghệ thông tin Trung Quốc, có 34 hậu tố tên miền dựa theo khu vực địa lý:
- ah.cn : An Huy
- bj.cn : Bắc Kinh
- cq.cn : Trùng Khánh
- fj.cn : Phúc Kiến
- gd.cn : Quảng Đông
- gs.cn : Cam Túc
- gz.cn : Quý Châu
- gx.cn : Quảng Tây
- ha.cn : Hà Nam
- hb.cn : Hồ Bắc
- he.cn : Hà Bắc
- hi.cn : Hải Nam
- hk.cn : Hồng Kông
- hl.cn : Hắc Long Giang
- hn.cn : Hồ Nam
- jl.cn : Cát Lâm
- js.cn : Giang Tô
- jx.cn : Giang Tây
- ln.cn : Liêu Ninh
- mo.cn : Ma Cao
- nm.cn : Nội Mông
- nx.cn : Ninh Hạ
- qh.cn : Thanh Hải
- sc.cn : Tứ Xuyên
- sd.cn : Sơn Đông
- sh.cn : Thượng Hải
- sn.cn : Thiểm Tây
- sx.cn : Sơn Tây
- tj.cn : Thiên Tân
- tw.cn : Đài Loan
- xj.cn : Tân Cương
- xz.cn : Tây Tạng (khu tự trị)
- yn.cn : Vân Nam
- zj.cn : Chiết Giang

## Tên miền chuẩn hóa quốc tế
Các tên miền chuẩn hóa quốc tế với ký tự tiếng Trung có thể được đăng ký dưới tên miền cấp cao .cn.
Vào ngày 25 tháng 6 năm 2010, ICANN đã phê duyệt tên miền chuẩn hóa quốc tế ".中国" (Trung Hoa trong tiếng Trung giản thể, tên phân giải DNS là xn--fiqs8s) và ".中國" (Trung Hoa trong tiếng Trung phồn thể, tên phân giải DNS là xn--fiqz9s). Hai tên miền cấp cao nói trên được thêm vào hệ thống DNS vào tháng bảy năm 2010.